# 樱庭光康
樱庭光康（さくらば みつやす）是战国時代和安土桃山時代的武将。战国大名南部氏的家臣。宇多源氏佐佐木流。以南部家譜代的武門活躍。父櫻庭光綱，子樱庭直綱、北信景。

## 经历
櫻庭家是南部氏初代当主南部光行奥州下向以前的谱代家臣，与三上氏、小笠原氏、福士氏并称为南部四天王。
南部安信时代，闭伊郡的豪族与南部氏對立并爆发了合战，于是使用知略降服了閉伊郡因而立了大功。後世的櫻庭家家臣也多出自閉伊地方。
永禄8年（1565年），光康被派遣到鹿角，击退了前来侵略的安東愛季，元亀3年（1572年），与石川高信的津轻平定军跟随出征。
晩年担任閉伊郡的知行，获得了千德城和千德村的知行地。周邊的長根寺、善勝寺等寺領地也得到了保护。光康保護的真言宗玉王山長根寺（岩手县宮古市長根）被宮古市認定為指定文化財。櫻庭家累代的墓碑（櫻庭氏廟所）也都在那里。

## 脚注
1. ↑  『南部根元記』
2. ↑  『参考諸家系圖』
3. ↑  『奥南落穗集』
4. ↑  『祐清私記』
5. ↑  『内史略』
6. ↑  長根寺物語 p71